# The Sun Rises in the East
Albums de Jeru the Damaja
Wrath of the Math
(1996)
Singles
1. Come Clean
Sortie : 21 octobre 1993
2. D. Original
Sortie : 29 janvier 1994
3. You Can't Stop the Prophet
Sortie : 6 avril 1994

The Sun Rises in the East est le premier album studio de Jeru the Damaja, sorti le 24 mai 1994.
L'album s'est classé 5e au Top R&B/Hip-Hop Albums et 36e au Billboard 200.

## Liste des titres
| No  | Titre                                | Contient un (des) sample(s) de | Durée |
| --- | ------------------------------------ | --- | ----- |
| 1.  | Intro (Life)                         | Cerecka de Miroslav Vitouš | 0:50  |
| 2.  | D. Original                          | Give It to You d'Upp We Write the Songs de Marley Marl, Heavy D et Biz Markie I'm the Man de Gang Starr featuring Lil' Dap et Jeru the Damaja Come Clean de Jeru the Damaja | 3:36  |
| 3.  | Brooklyn Took It                     | The Bridge Is Over des Boogie Down Productions Yes You May (Funk Flow Mix) de Lord Finesse featuring Big L                                                                  | 3:24  |
| 4.  | Perverted Monks in tha House (Skit)  | | 1:15  |
| 5.  | Mental Stamina (featuring Afu-Ra)    | Sensitize de Roy Ayers Ubiquity Billie Jean de Michael Jackson | 2:21  |
| 6.  | Da Bitchez                           | Whispering Pines des Crusaders All Night Long des Mary Jane Girls Top Billin' d'Audio Two A Bitch Iz a Bitch de N.W.A Eazy Street d'Eazy-E                                  | 3:52  |
| 7.  | You Can't Stop the Prophet           | Ode to Billie Joe de Lou Donaldson Chain Reaction des Crusaders Yes I'm Singing de Lee Oskar The Shit Is Real (DJ Premier Remix) de Fat Joe                                 | 3:53  |
| 8.  | Perverted Monks in tha House (Theme) | Epilogue de Miroslav Vitous Uphill Peace of Mind de Kid Dynamite | 1:02  |
| 9.  | Ain't the Devil Happy                | Bouncy Lady de Pleasure Side Two de Redd Foxx Our Road de Lee Oskar Tearz du Wu-Tang Clan                                                                                   | 3:45  |
| 10. | My Mind Spray                        | Nautilus de Bob James Crab Apple d'Idris Muhammad Come Clean de Jeru the Damaja                                                                                             | 3:45  |
| 11. | Come Clean                           | Infinity de Shelly Manne Kool Is Back de Funk, Inc. Throw Ya Gunz d'Onyx | 4:57  |
| 12. | Jungle Music                         | You've Lost That Lovin' Feelin' d'Isaac Hayes Dialogue d'Ahmad Jamal Give It Up or Turnit a Loose (Remix) de James Brown Straight Out the Jungle des Jungle Brothers        | 3:51  |
| 13. | Statik                               | You'll Like It Too de Funkadelic How the F*?#! Would You Know de Positive K Come Clean de Jeru the Damaja                                                                   | 3:07  |